# 第356歩兵師団 (ベトナム陸軍)
第356歩兵師団（Sư đoàn 356 bộ binh）は、ベトナム人民軍（陸軍）の師団の1つ。前身は、第316師団の訓練部隊である第316B師団だった。

## 歴史
- 1974年3月 - 乂静省西部林区において第316B師団創設。第4軍区に所属し、南方で活動する第316師団のための新兵の補充と訓練の外、ラオス方面の支援、ベトナム－ラオス間の国道7号線の修復を担当した。
- 1975年初め - 長山通道中段国道の警備任務に就く。ベトナム統一後、経済建設部隊に改編され、鉄道の建設、森林地帯の開発に従事した。
- 1978年8月 - 歩兵師団に改編
- 1979年3月 - 第356師団に改称され、第2軍区に配属。黄連山省保勝県に駐屯。
- 1984年4月30日 - 中国軍の老山地区占領後、「馬江師団」の代号で河宣省河江市に移動し、戦闘に参加した。
- 1984年7月12日 - 老山地区に対して師団規模の反撃を行った後、老山の防御に就いた。
- 1988年 - 永富省端雄地区に撤収

## 編制
- 第876歩兵連隊　（Trung đoàn 876 bộ binh）
- ？歩兵連隊
- ？歩兵連隊
- ？砲兵連隊